# Hydropsyche brevis
Hydropsyche brevis là một loài Trichoptera trong họ Hydropsychidae. Chúng phân bố ở miền Cổ bắc.